# Reginald Goodall
Reginald Goodall (Lincoln, Anglaterra, 13 de juliol de 1901 - 5 de maig de 1990) va ser un director d'orquestra anglès particularment destacat en el repertori d'òperes de Richard Wagner i en l'estrena d'obres de Benjamin Britten.
Conegut com a "Reggie", va estudiar en el Royal College of Music i el 1929 va ser organista i mestre de cor a St. Alban's, Holborn.
Va dirigir l'estrena mundial de Peter Grimes el 1945 i The Rape of Lucretia, ambdues de Benjamin Britten. Va dirigir generalment al Covent Garden, Glyndebourne, Sadlers Well i l'English National Opera.
En Els mestres cantaires de Nuremberg anys 60 i 70 es va destacar com un eminent wagnerià dirigint versions en anglès de The Mastersingers, Parsifal, Tristan und Isolde i L'anell del nibelung. Va afavorir els temps molt lents i el cicle de la tetralogia va arribar a durar dues hores més que les versions de Karl Böhm o Pierre Boulez.
Va ser sovint comparat amb Georg Solti i va influir a diverses generacions de cantants.

## Biografia
- John Lucas, Reggie: «The Life of Reginald Goodall». Musical Times, 134(1808), 585 (1993).